# Qaraqaşlı (Sabirabad)
Qaraqaşlı è un comune dell'Azerbaigian situato nel distretto di Sabirabad. Conta una popolazione di 1 406 abitanti.